# Verningen
Verningen is een plaats in de Noorse gemeente Larvik, provincie Vestfold. Verningen telt 761 inwoners (2007) en heeft een oppervlakte van 0,62 km².